# Halectinosoma spinicauda
Halectinosoma spinicauda är en kräftdjursart som först beskrevs av Well 1961.  Halectinosoma spinicauda ingår i släktet Halectinosoma och familjen Ectinosomatidae. Inga underarter finns listade i Catalogue of Life.